# Adetus consors
Adetus consors là một loài bọ cánh cứng trong họ Cerambycidae.